# Hypercompe persephone
Hypercompe persephone är en fjärilsart som beskrevs av Günter Theodor Tessmann 1928. Hypercompe persephone ingår i släktet Hypercompe och familjen björnspinnare. Inga underarter finns listade i Catalogue of Life.